# Sinagoga Cismarilor din Iași
Sinagoga Cismarilor din Iași este un fost lăcaș de cult evreiesc din municipiul Iași, localizat pe Str. Ghica Vodă. În prezent, aici se află o anexă a Spitalului Universitar de Psihiatrie-Neurologie din Iași, secția "Dr. Ghelerter“.
RECTIFICARE:
Aceasta clădire nu este Sinagoga Cismarilor ci fosta Policlinica a Spitalului de copii "Dr. Ghelerter". Este parte din fostul spital "Dr. Ghelerter" proprietate a Primei Societati Fraterne Israelite din Pacurari la începutul sec. XX (fosta casa C. Corjescu), care a edificat in 1915 și clădirea în care funcționează actuala sectie a spitalului de psihiatrie ("pavilion spitalicesc pentru boli necontagioase de copii" - spitalul  propriu-zis) pe teren cumparat in august 1899 de cateva persoane si donat in aceeasi luna în acest scop Spitalului israelit.  Sinagoga zisa a Cismarilor a fost situata pe strada Cizmariei la nr. 16 și a fost demolata după 1970. Strada Cizmariei a devenit ulterior anului 1947 strada Ghelerter; de aici a apărut probabil confuzia. Strada Cizmariei - Ghelerter începea din strada Armeana (de la intersectia cu str. C. Negri, traversa str. A. Panu si se termina în dreptul străzii Ghica Vodă -în stanga - și str. C.A. Rosetti (fosta Strada de Jos, devenita 6 Martie după 1947, azi str. Grigore Ureche) în partea dreapta. De aici începea strada Sf. Lazăr. Pe fostul amplasament al sinagogii se găsește azi blocul Mihail Kogălniceanu - str. Sf. Lazăr nr. 2. Voi reveni cu foto din perioada când pe frontonul clădirii din imagini se găsea inscripția "Policlinica spitalului de copii Dr. L. Ghelerter"

## Istoric
Primul lăcaș de cult evreiesc atestat la Iași este considerat a fi Sinagoga Mare, construită în anul 1657. Cu timpul, ca urmare a creșterii numerice a populației evreiești din capitala Moldovei, în cartierul Târgu Cucului (devenit o zonă centrală a comunității evreiești din Iași) s-au construit numeroasele sinagogi. Unele dintre acestea nu aveau formă de sinagogă, fiind, de cele mai multe ori, case adaptate cultului. Lăcașele evreiești de cult erau organizate pe bresle, existând Sinagoga Merarilor, a Cismarilor, Croitorilor, Muzicanților, Telalilor, Măcelarilor, Cușmarilor, Pietrarilor, etc. 
Data exactă de construire a clădirii care a rămas cunoscută cu denumirea de Sinagoga Cismarilor nu este cunoscută, dar toate sursele sunt de acord că ea datează din secolul al XIX-lea. În anul 1939, Sinagoga Cismarilor era una dintre cele 112 case de rugăciune evreiești din Iași . 
În perioada regimului comunist (1948-1989), marea majoritatea a sinagogilor din Iași au fost dărâmate pentru a se construi blocuri pe terenurile respective. În fosta Sinagogă a Cismarilor a fost instalat Atelierul de întreținere și reparații a aparaturii medicale, anexă a secției "Dr. Ghelerter" a Spitalului Universitar de Psihiatrie-Neurologie din Iași.
În lista sinagogilor din România publicată în lucrarea Seventy years of existence. Six hundred years of Jewish life in Romania. Forty years of partnership FEDROM – JOINT, editată de Federația Comunităților Evreiești din România în anul 2008, Sinagoga Cismarilor nu a fost inclusă. 

## Fotogalerie

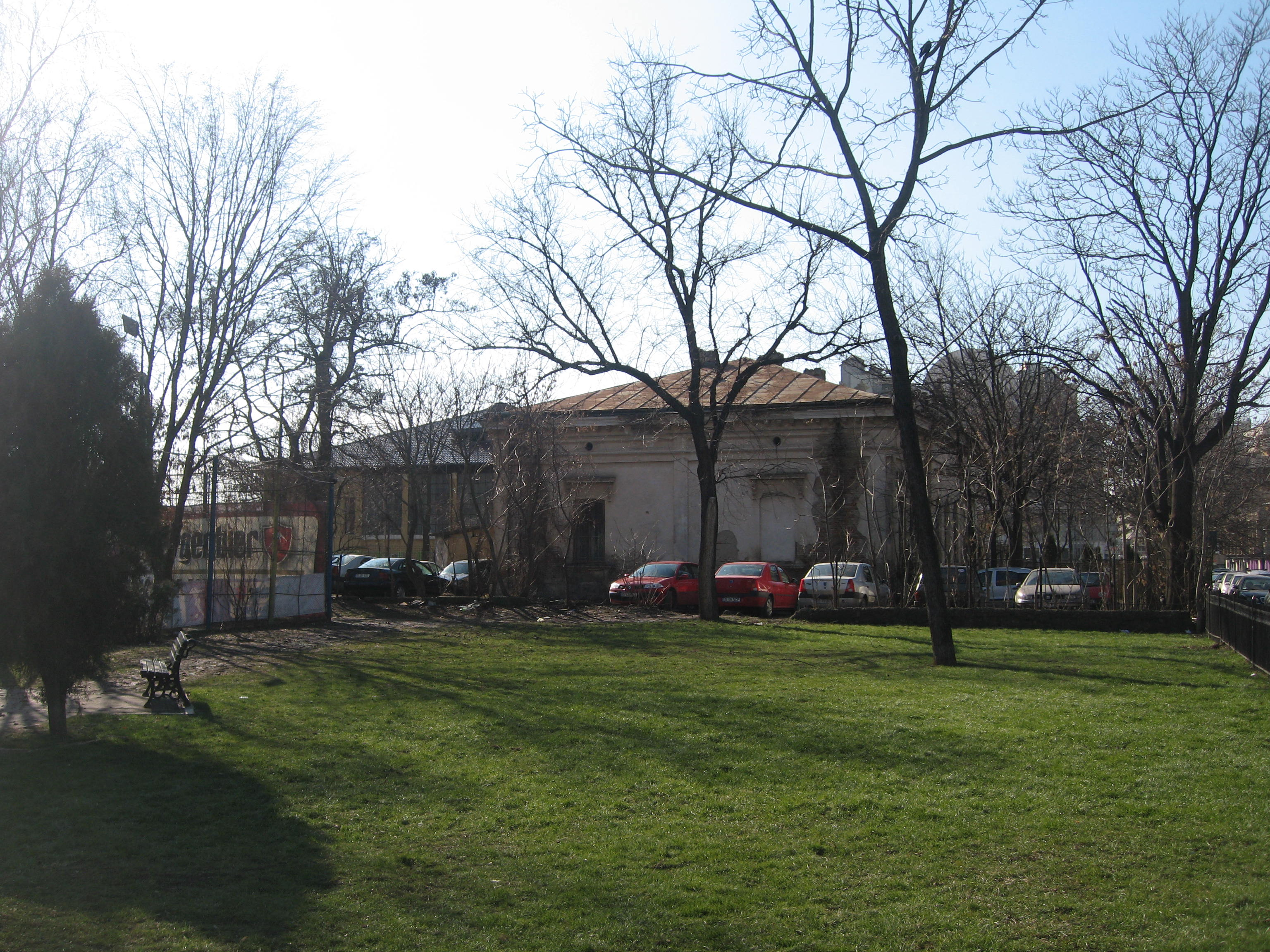
Sinagoga Cismarilor - vedere dinspre est
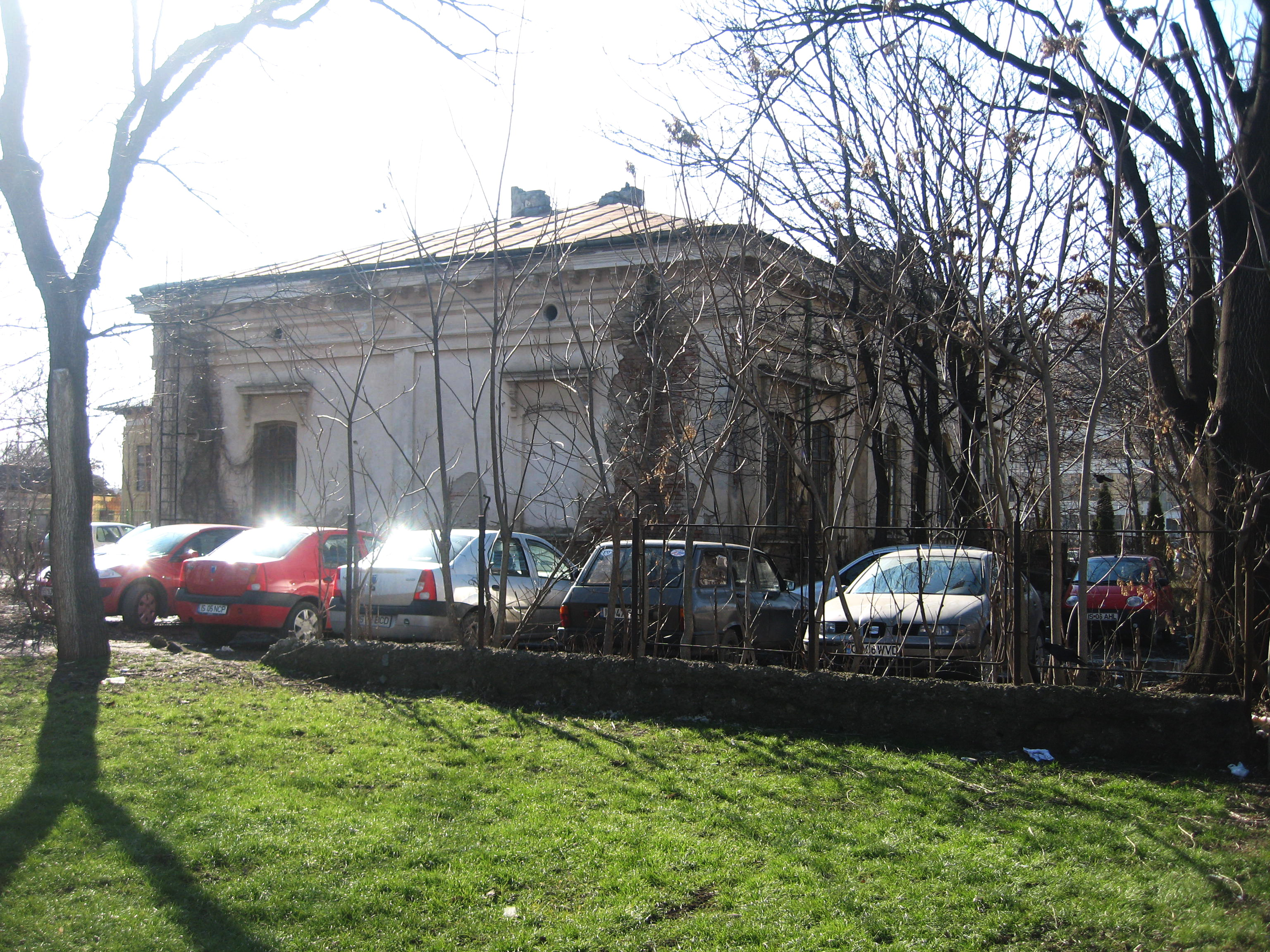
Sinagoga Cismarilor - latura estică
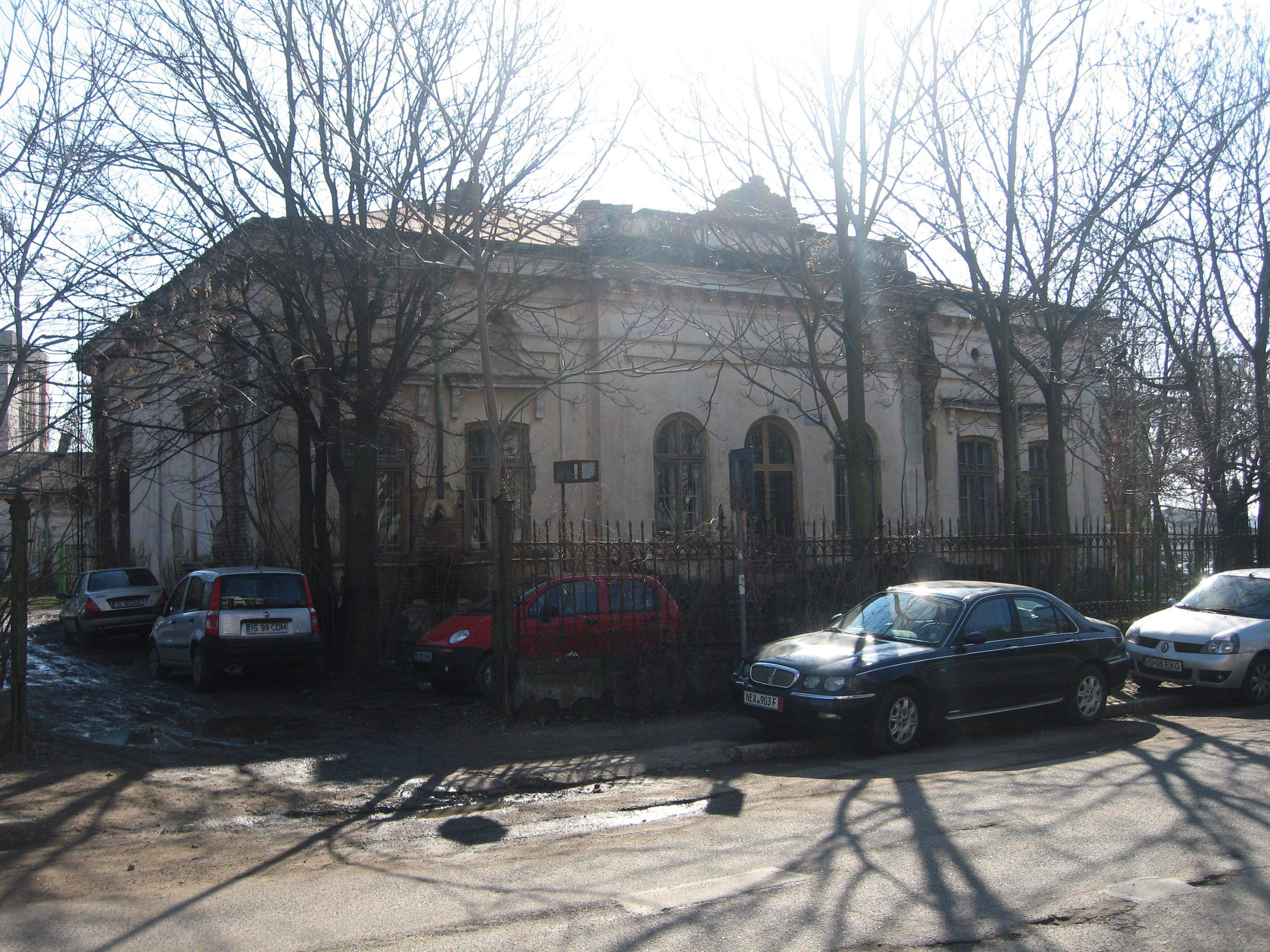
Sinagoga Cismarilor
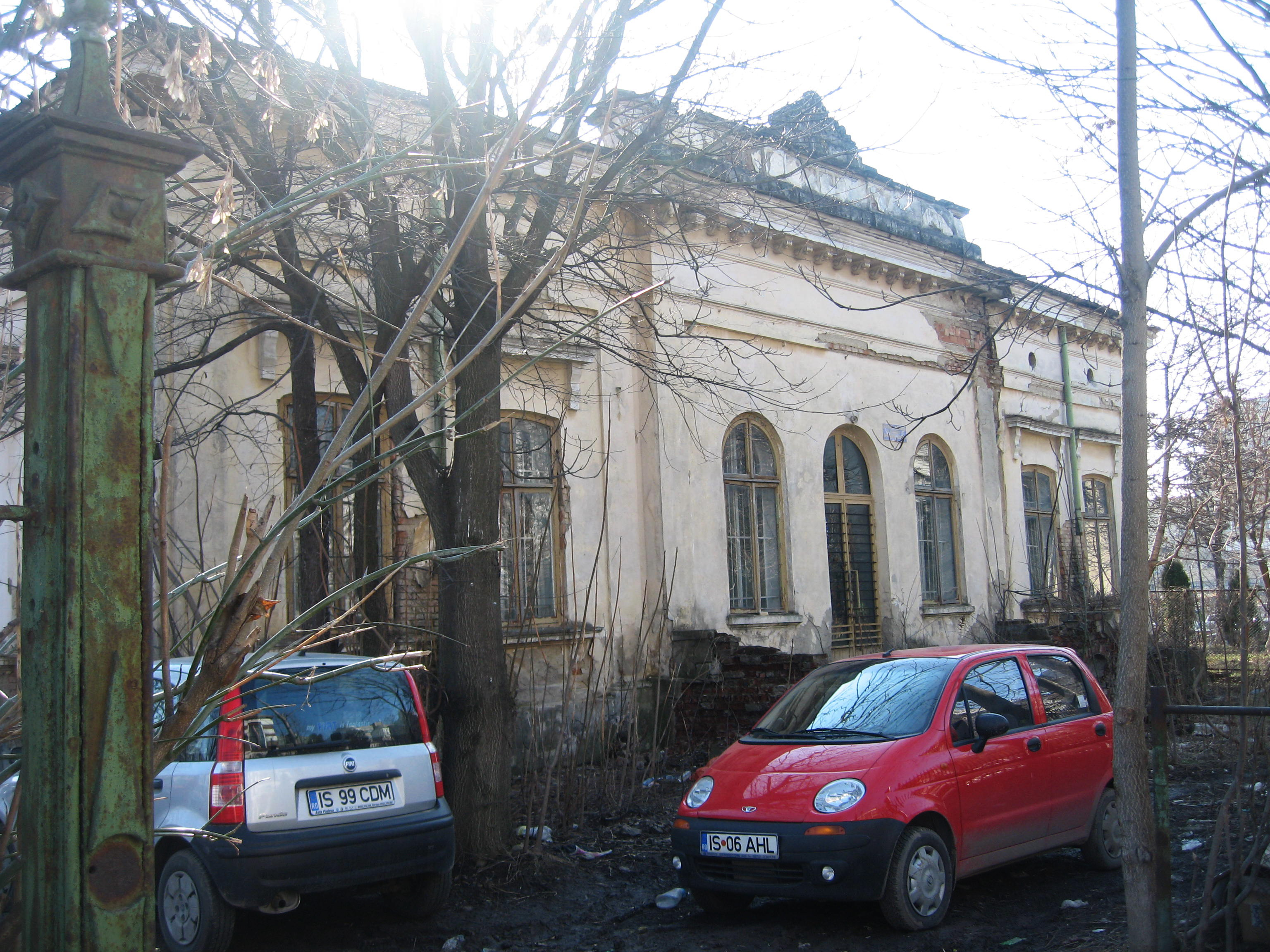
Sinagoga Cismarilor
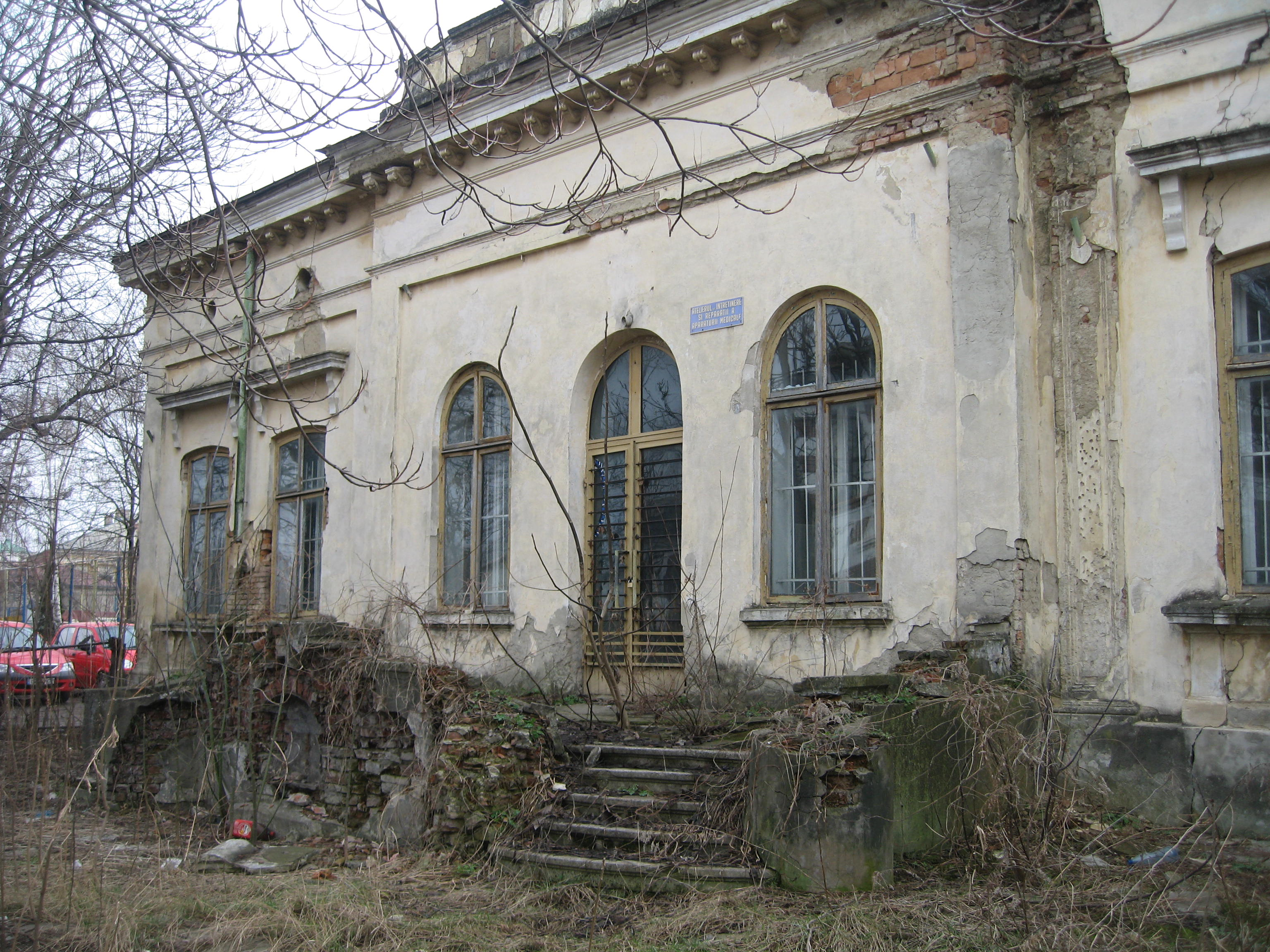
Sinagoga Cismarilor - intrarea iniţială
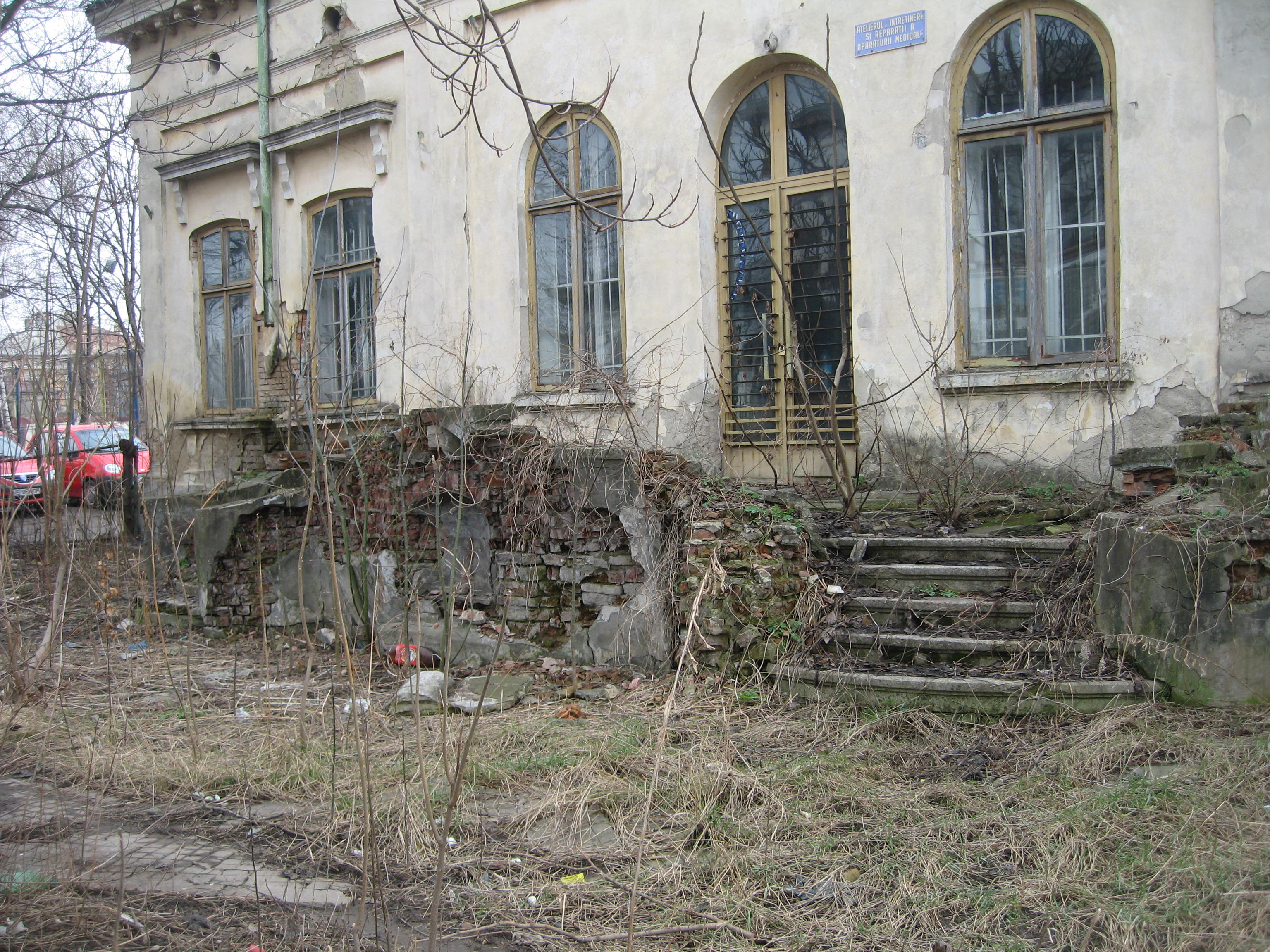
Sinagoga Cismarilor - scara degradată de la intrare
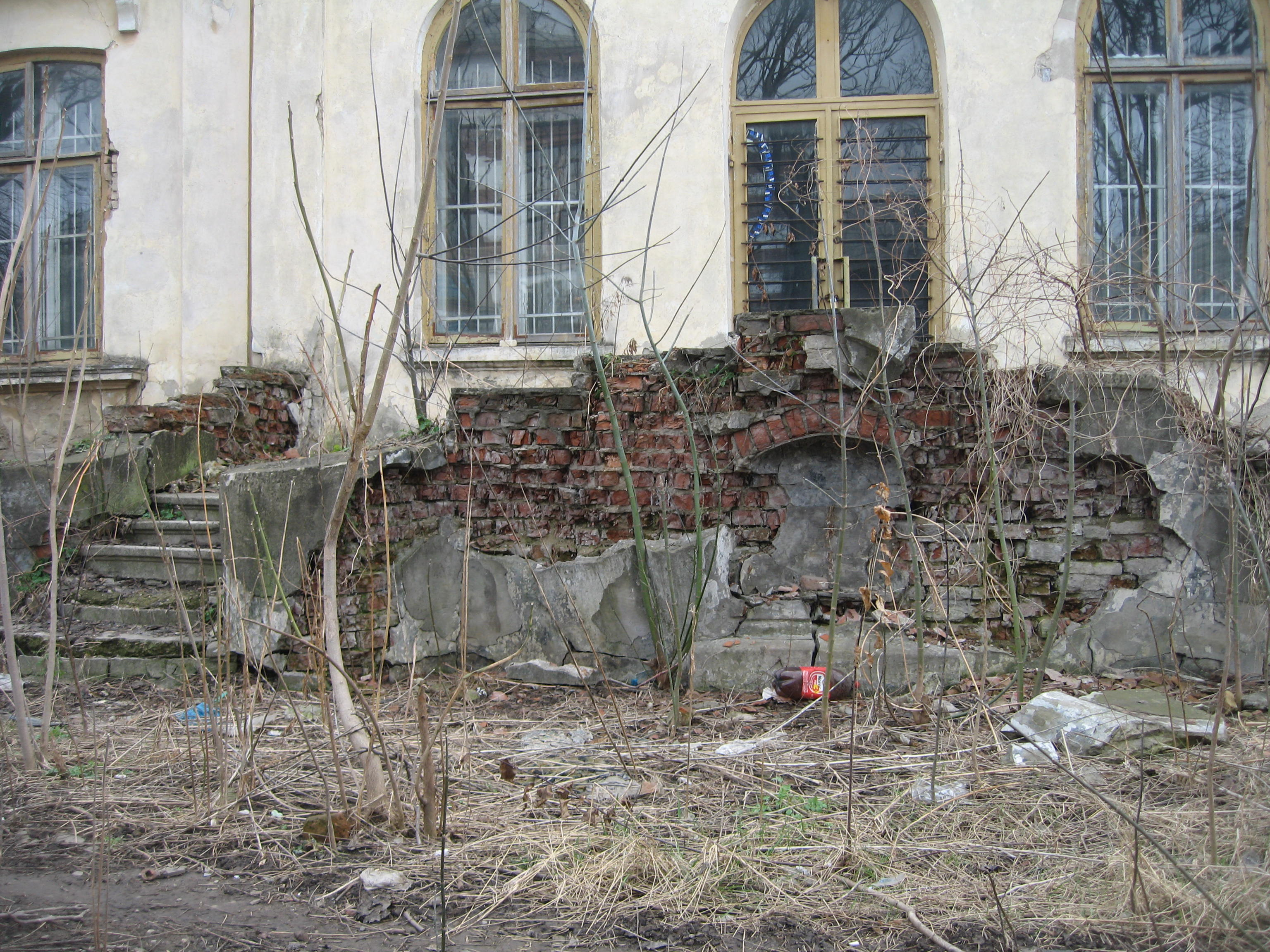
Sinagoga Cismarilor - scara degradată de la intrare
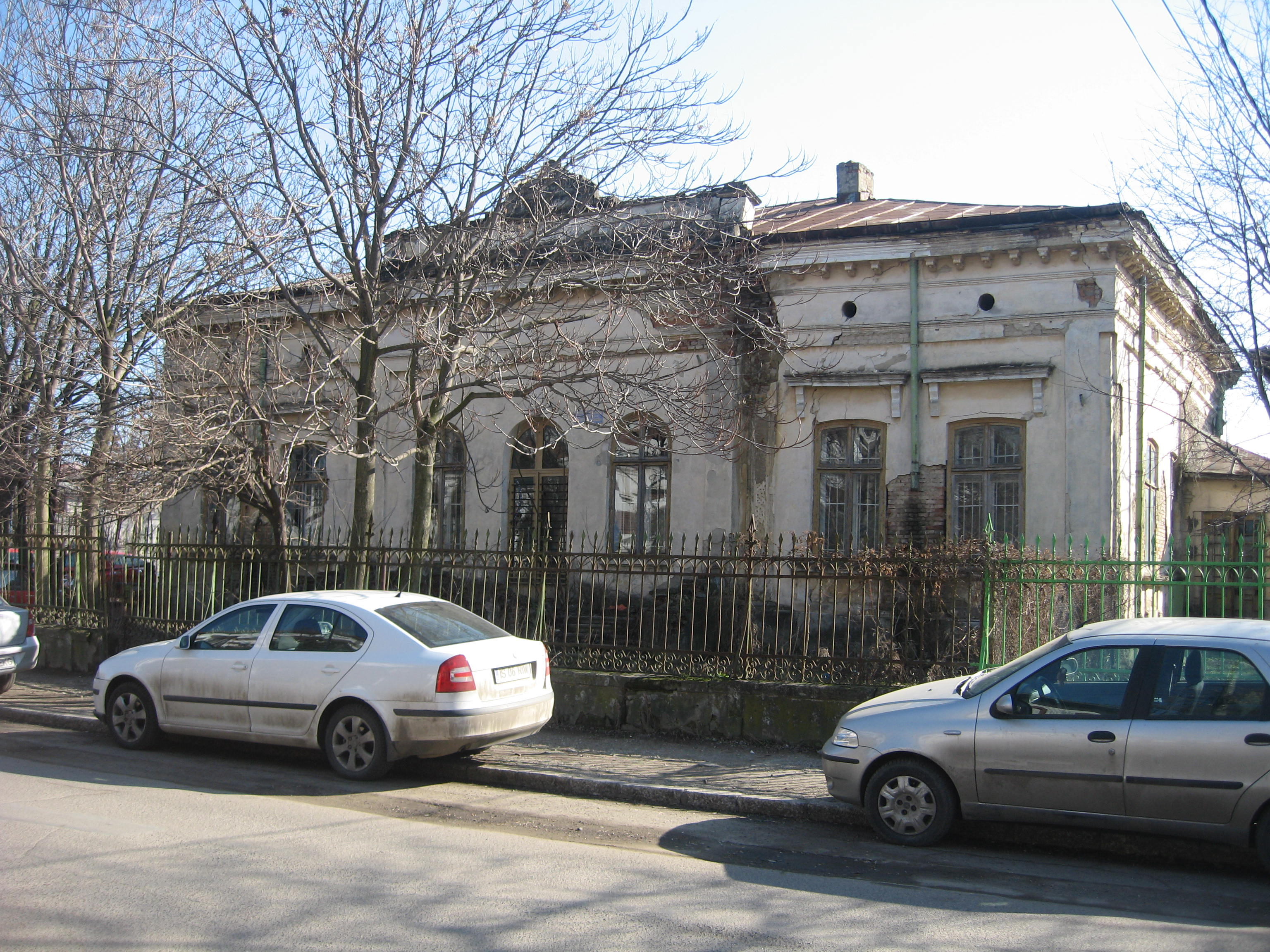
Sinagoga Cismarilor
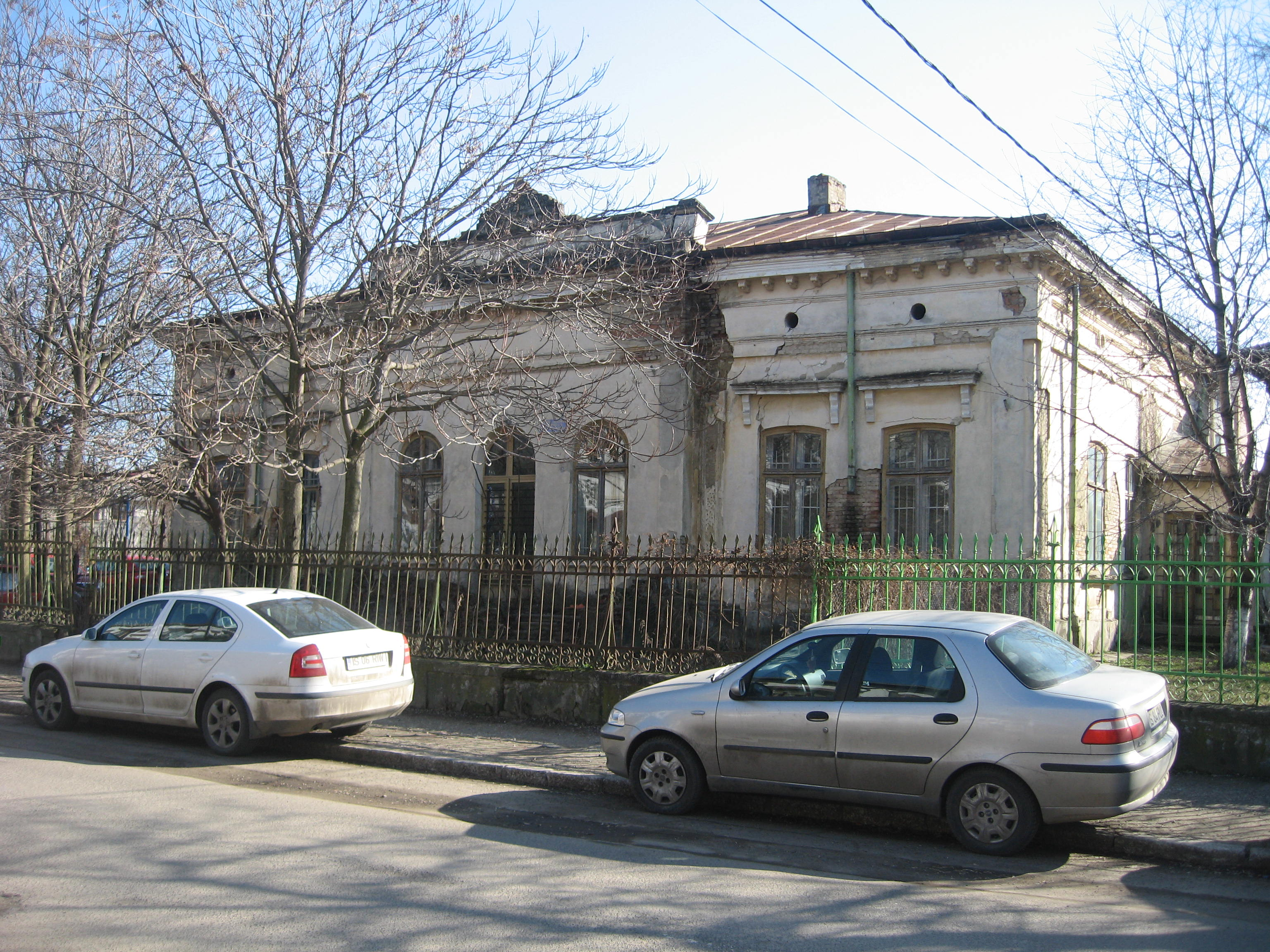
Sinagoga Cismarilor
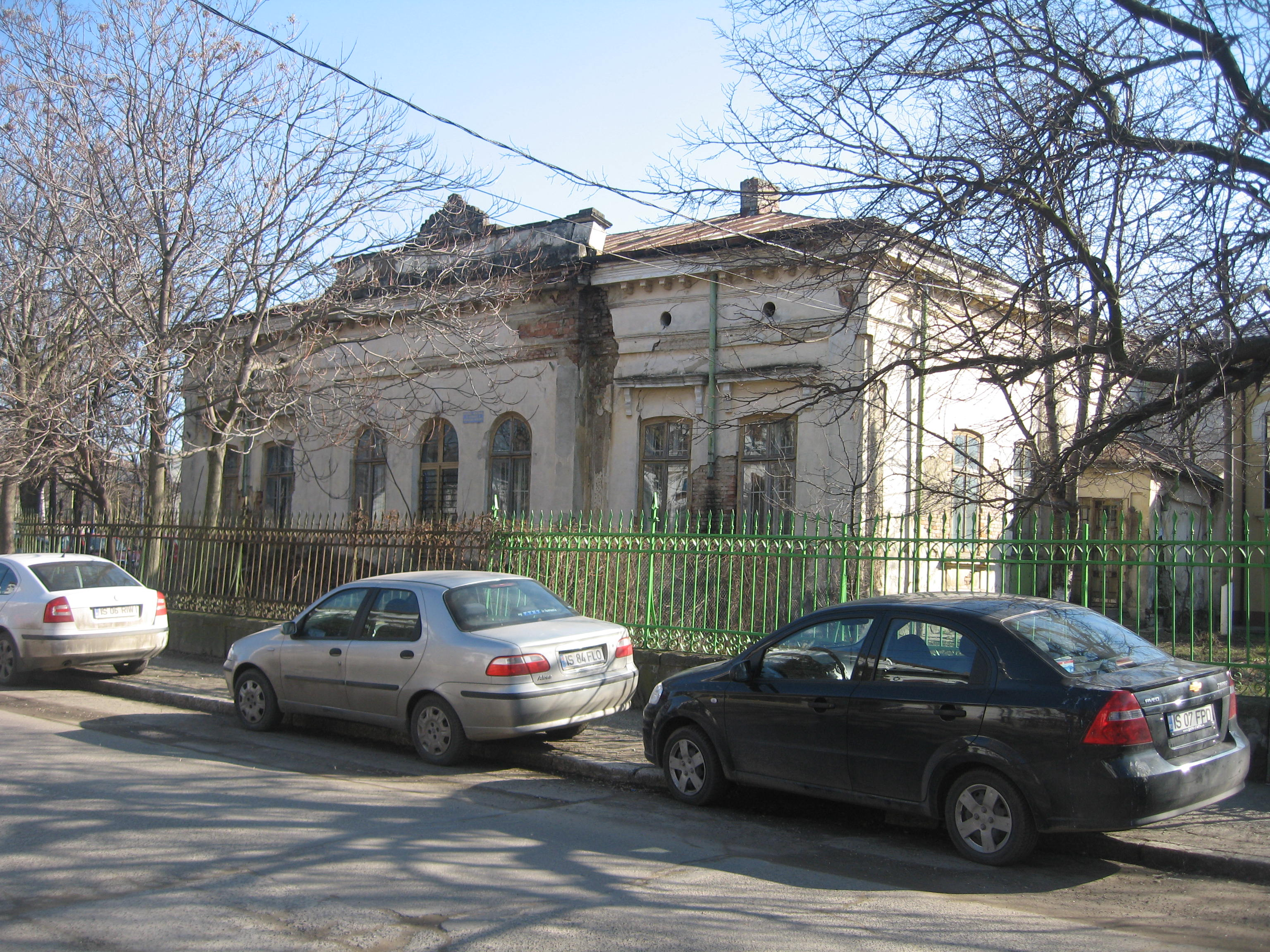
Sinagoga Cismarilor
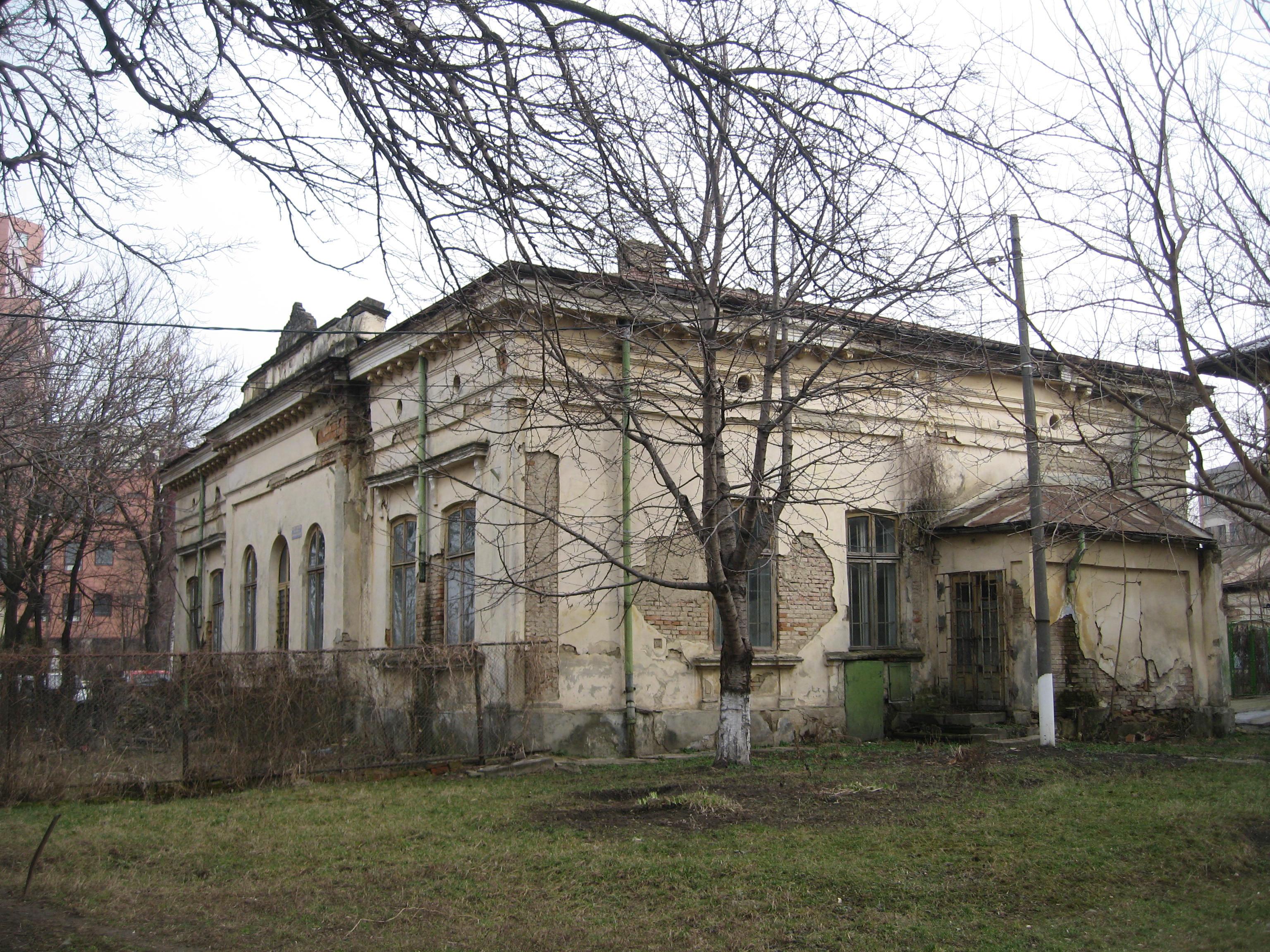
Sinagoga Cismarilor - latura vestică
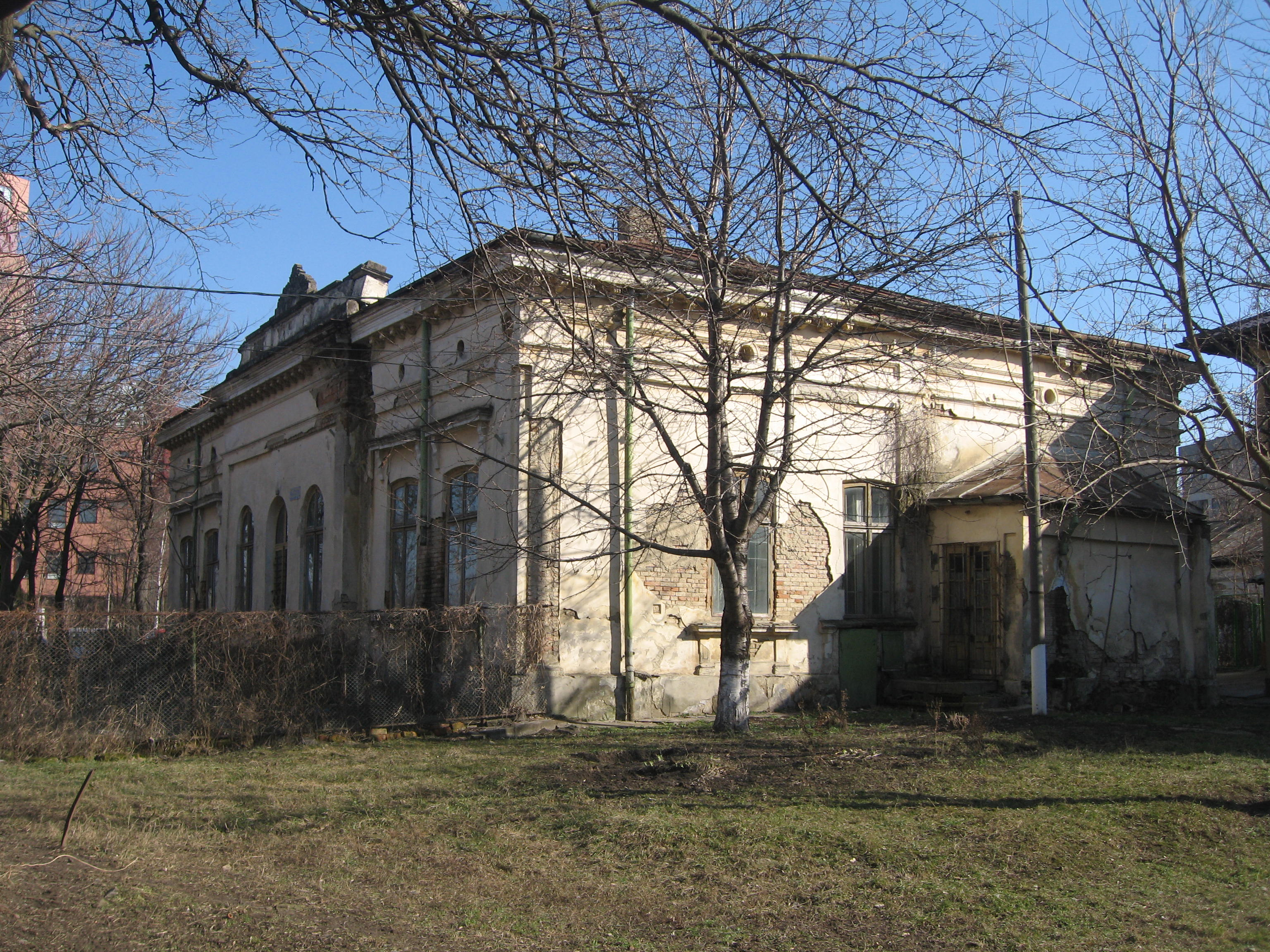
Sinagoga Cismarilor - latura vestică